# 十三薪
十三薪是公司於每年12月底发给员工的额外报酬。虽然支付的金錢數額取决于许多因素，但通常數額為員工一個月的工资。有時十三薪又會被視為年终奖金。